# یورگن اسکو
یورگن اسکو (دانمارکی: Jørgen Skov؛ ‏ ۱۲ نوامبر ۱۹۲۵ – ۲۸ مارس ۲۰۰۱) فیلم‌بردار اهل دانمارک بود. وی در سومین دورهٔ جشنواره بین‌المللی فیلم مسکو برنده جایزهٔ نقره‌ای بهترین فیلمبرداری شد.
از فیلم‌هایی که وی در آن‌ها نقش داشته‌است، می‌توان به دختر و چاله آب اشاره نمود.